# Nikiel
Nikiel (Ni, łac. niccolum) – pierwiastek chemiczny o liczbie atomowej 28. Jest biało-srebrzystym metalem o lekkim złotym zabarwieniu. Nikiel należy do grupy metali przejściowych, charakteryzuje się typową dla tej grupy metali twardością i ciągliwością. Czysty nikiel wykazuje stosunkowo dużą aktywność chemiczną, która jest szczególnie widoczna kiedy metal jest w postaci proszku, co zwiększa powierzchnię, na której zachodzi reakcja. W większych bryłach metalu, w temperaturze pokojowej jest mało aktywny chemicznie, reaguje on powoli z powietrzem ze względu na tworzenie się ochronnej warstwy tlenkowej na powierzchni. Jest jednak na tyle podatny na utlenianie, że w skorupie ziemskiej nie występuje on w postaci rodzimej, wyjątkiem są meteoryty żelazowo-niklowe, w których występuje w postaci stopu z żelazem. Uważa się, że stop żelazowo-niklowy znajduje się w jądrze Ziemi. Ze względu na powolne tempo utleniania w temperaturze pokojowej uznaje się go za metal odporny na korozję. Dawniej stosowany był do platerowania żelaza i mosiądzu stosowanego w aparaturze chemicznej, a także w pewnych stopach utrzymujących połysk, jak nowe srebro.
Nikiel jest jednym z czterech pierwiastków (obok żelaza, kobaltu i gadolinu), które są ferromagnetykami w temperaturze pokojowej. Trwałe magnesy wykonane z alniko, zawierające do 26% niklu, są pod względem mocy pomiędzy magnesami trwałymi opartymi na żelazie a magnesami opartymi na metalach ziem rzadkich. Metal jest głównie używany do produkcji stopów; około 60% światowej produkcji jest używane w produkcji stali nierdzewnej. Inne stopy i nadstopy stanowią większość pozostałych zastosowań niklu, a tylko ok. 3% światowej produkcji jest wykorzystywana do produkcji związków. Pierwiastek ma wiele niszowych zastosowań, takich jak katalizator w hydrogenacji, produkcji soli używanych w galwanotechnice czy barwieniu ceramiki.

## Właściwości

### Właściwości fizyczne i atomowe
Nikiel jest srebrzysto-białym metalem z delikatnym złotym odcieniem charakteryzujący się bardzo wysokim połyskiem. Należy do metali przejściowych, który jest twardy i ciągliwy. Jest jednym z czterech metali będących ferromagnetykami w pobliżu temperatury pokojowej (inne to żelazo, kobalt i gadolin). Jego temperatura Curie wynosi 355 °C (powyżej tej temperatury staje się paramagnetykiem). Komórka sieciowa niklu jest ściennie-centrowanym sześcianem z parametrem sieci przestrzennej na poziomie 0,352 nm, co daje promień atomowy 0,124 nm. Sieć krystaliczna jest stabilna do ciśnienia 70 GPa. Ma 29 izotopów z przedziału mas 50–78, z których 5 (58, 60, 61, 62, 64) jest trwałych.

### Konfiguracja elektronowa
Atom niklu ma dwie konfiguracje [Ar] 3d8 4s2 i [Ar] 3d9 4s1, (symbol [Ar] odnosi się do struktury elektronowej argonu), które są bardzo bliskie siebie energetycznie. Co do jedynej konfiguracji elektronowej niklu toczy się dyskusja, gdyż struktura [Ar] 4s2 3d8, która może być również zapisana jako [Ar] 3d8 4s2, jest zgodna z regułą Madelunga (Hunda), która przewiduje, że 4s jest zapełniona przed 3d. Stwierdzenie to wsparte jest wynikami doświadczalnymi, które potwierdzają, że najniższy stan energetyczny atomu niklu występuje przy 3d8 4s2, a szczególnie przy 3d8(3F, J = 4 poziom). Średnia energia konfiguracji [Ar] 3d9 4s1 jest w rzeczywistości niższa niż średnia energia stanu konfiguracji [Ar] 3d8 4s2 Z tego powodu przyjmuje się stan podstawowy konfiguracji atomu niklu jako [Ar] 3d9 4s1.

### Izotopy
Izotopy niklu posiadają zakres masy atomowej od (48Ni) do 78 u (78Ni). Naturalnie występujący nikiel składa się z pięciu stabilnych izotopów: 58Ni, 60Ni, 61Ni, 62Ni i 64Ni, z 58Ni, który jest najbardziej rozpowszechnionym izotopem niklu (68,077% występowania w naturze). Izotopy niklu cięższe niż 62 u nie mogą być wytworzone na drodze fuzji jądrowej bez utraty energii. Nikiel-62 ma najwyższą średnią energię jądrową wiązania nukleonu w nuklidzie – 8,7946 MeV/nukleon. Jego energia wiązania jest wyższa niż energie wiązania izotopów żelaza 56 i 58, które błędnie uważa się za najmocniej związane nuklidy.
Stabilny izotop Ni-60 jest produktem rozpadu wygasłego radionuklidu Fe-60 (czas półtrwania 2,6 mln lat). Ponieważ Fe-60 ma długi okres półtrwania, jego obecność w materiale z Układu Słonecznego może tworzyć obserwowalne zmiany w składzie izotopowym Ni-60. Stąd też zawartość Ni-60 w materiale pozaziemskim może dostarczać wskazówek co do genezy i kształtowania się Układu Słonecznego.
Scharakteryzowano 18 radioizotopów niklu, spośród których najtrwalszymi są; nikiel-59 o okresie półtrwania 76 tysięcy lat, nikiel-63 – 100,1 lat, i nikiel-56 – 6,077 dnia.Pozostałe radioizotopy nie są trwalsze niż 60 godzin, z czego większość posiada okres półtrwania krótszy niż 30 sekund. Radioaktywny nikiel-56 jest produkowany w procesie „spalania” krzemu w gwiazdach oraz późniejsze uwolnienie go w wybuchu supernowej typu Ia. Krzywa blasku tych supernowych w środkowym i końcowym okresie odpowiada rozpadowi poprzez wychwyt elektronu niklu-56 do kobaltu-56 i ostatecznie do żelaza-56.
Nikiel-59 znalazł zastosowanie w geochemii izotopowej, między innymi do datowania ziemskiego wieku meteorytów i określania zawartości pozaziemskiego pyłu w lodzie i osadach. Nuklid Ni-48, odkryty w 1999 roku jest najbogatszym w protony ciężkim izotopem. Z 28 protonami i 20 neutronami Ni-48 jest podwójnie magiczny i stąd wyjątkowo stabilny.

### Właściwości chemiczne
Nikiel w związkach występuje najczęściej na II, rzadziej na III stopniu utlenienia. Tworzy szereg związków kompleksowych, takich jak niklocen czy fosfiny i karbonylki niklu, które znalazły zastosowanie jako katalizatory. Na kompleksach niklu oparte są katalizatory polimeryzacji polietylenu wysokociśnieniowego.

### Właściwości biologiczne
Nikiel jest mikroelementem. Znanych jest osiem enzymów zawierających go w centrum aktywnym. Jego minimalne, dzienne dobowe spożycie wynosi 0,3 mg.
U niektórych osób kontakt z przedmiotami zawierającymi nikiel prowadzi do stanów zapalnych, w tym do alergii.

## Historia
Mimo że nikiel został wyizolowany i sklasyfikowany dopiero w 1751 roku wykazano, że był wykorzystywany od niepamiętnych czasów. Obecność niklu w przedmiotach metalowych była przypadkowa. Wchodzi w skład niektórych wczesnych artefaktów wykonanych z brązu i miedzi. Najwcześniejsze znalezisko zawierające 2,73% niklu datowane jest na ok. 3500–3100 r. p.n.e. (niektóre źródła wskazują nawet na 4600–4100 r. p.n.e.) i pochodzi z obszaru Antiochii. Inne starożytne artefakty, zawierające ponad 9% niklu zostały odnalezione na terenie Mohendżo-Daro. Pierwszym znanym artefaktem wykonanym z meteorytu żelazowo-niklowego jest topór Yueh pochodzący z okresu dynastii Shang (1600–1046 r. p.n.e.).
Prawdopodobnie pierwszym świadomym zastosowaniem niklu było stosowanie go w stopie używanym do bicia monet. Pierwsze monety zawierające nikiel (pak-fong, pai-t'ung lub biała miedź – opisana przez Du Halde w 1736) były używane w królestwach Chin w okresie ok. 700–220 r. p.n.e. W Królestwie Greko-Baktryjskim monety Euthydemus II, Pantaleon i Agathocles z okresu 200–195 r. p.n.e. były bite ze stopu zawierającego 18,5–20,9% Ni, 75,5–77,9% Cu, 1,6–1,7% Fe oraz innych domieszek. Nikiel w monetach pojawił się na nowo po przeszło 2000 lat i stosowany jest do dziś. W historii pojawiają się wzmianki o broni „pochodzącej z nieba”, co potwierdziły badania znalezisk. Znane są XV-wieczne egzemplarze malajskich krisów wykonanych z żelaza meteorycznego. Informacja o niklu pojawia się także w dziele „aes album” Libaviusa z 1597 r.

Nikiel w historii
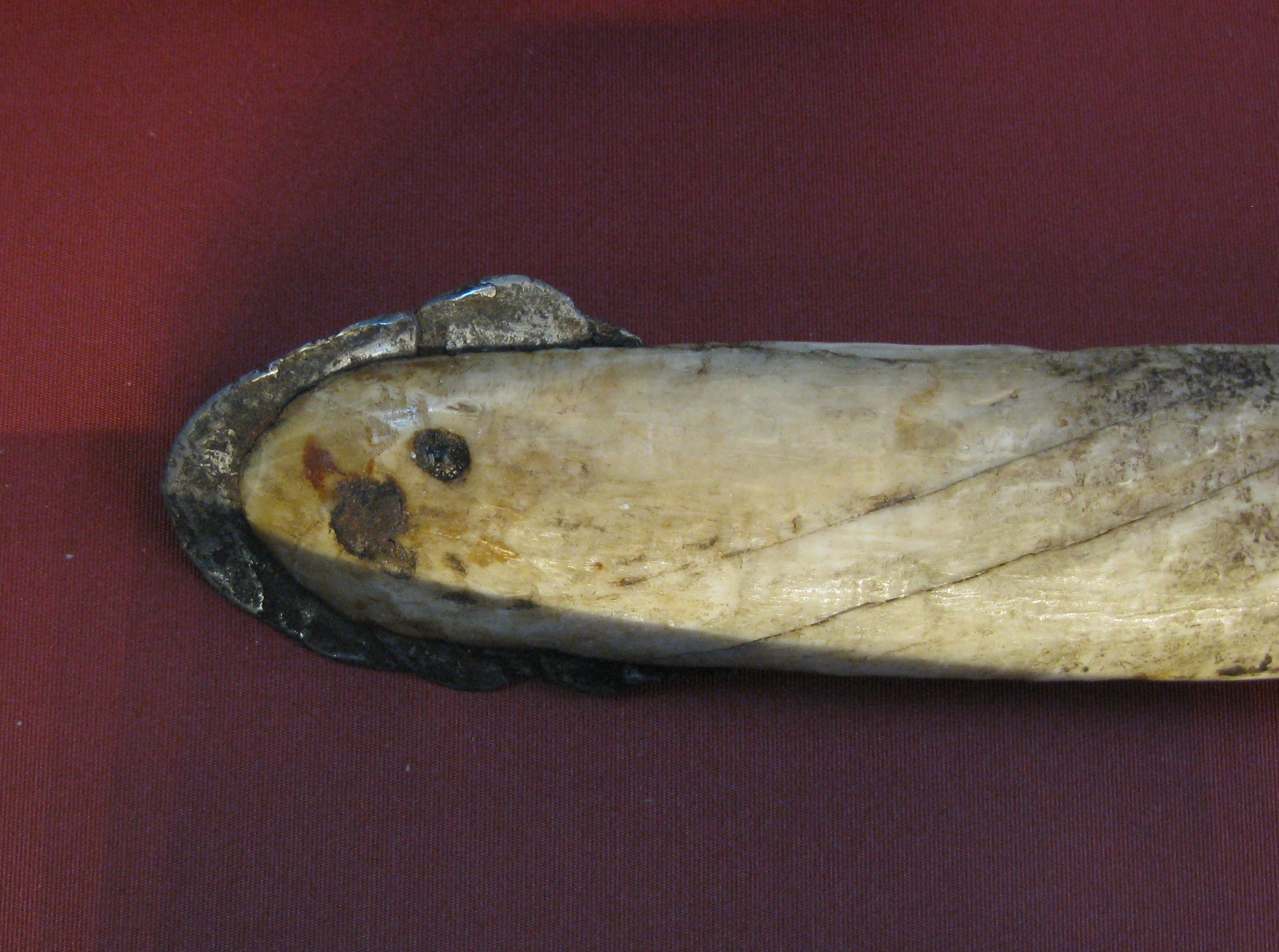
Harpun z kła narwala z ostrzem z meteorycznego żelaza
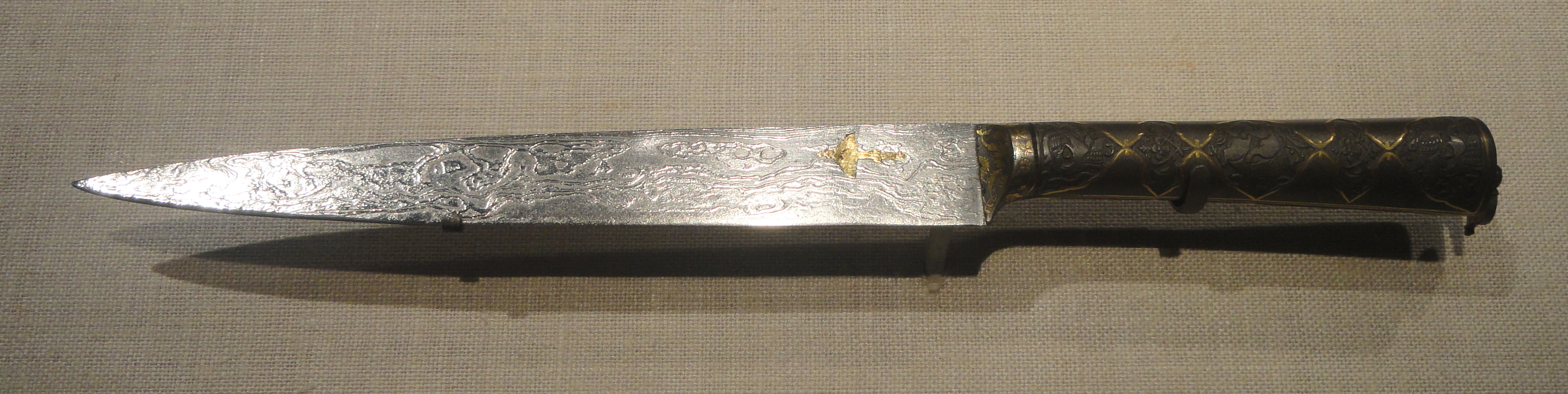
Sztylet mogolskiego władcy Dżahangira, wykonany z meteorycznego żelaza
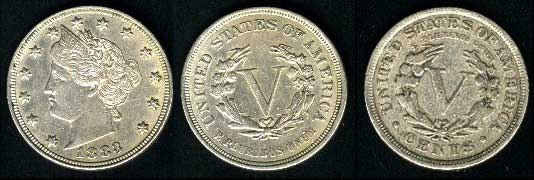
XIX-wieczne monety wykonane z niklu

Wzmianki o wydobywaniu niklu pochodzą z ok. XVI – XVII wieku od górników saksońskich z obszaru Rudaw. Nazwę zawdzięcza próbom wydobywania i przetwarzania nikielinu (NiAs), uważanego za rudę miedzi. Górnicy za brak miedzi w rudzie i za pogorszenie zdrowia (w wyniku obecności arsenu) obwiniali złe duchy lub Old Nick'a. Nazywali tę rudę kupper icell, kupfernickel, kupper nicklichten, co oznaczało diabelska lub fałszywa miedź. Nikiel, mimo że znany był już wcześniej, został odkryty i sklasyfikowany dopiero w 1751 roku przez Axela Fredericka Cronsedta, a nazwa pierwiastka nickel pojawiła się oficjalnie w 1754 w jego dziele Continuation of Results and Experiments on the Los Cobalt Ore. Z powodu zanieczyszczenia próbka nie wykazywała ciągliwości (cecha charakterystyczna dla metali), więc Cronstedt zaklasyfikował nikiel do półmetali. Właściwości czystego niklu zostały opisane w 1804 roku przez J.B. Richtera. Pierwiastek został opisany „idealny”, „szlachetny” metal charakteryzujący się doskonałą ciągliwością, twardością i odpornością na korozję. Około 1830 roku stopy niklowo-miedziowe były znane pod nazwą „niemieckie srebro” (nowe srebro). Oprócz wyglądu przypominającego srebro stopy te (o przybliżonym składzie 40% Cu, 32% Ni, 25% Zn i 3% Fe) cechowała łatwość wytwarzania i odlewania. Był odporny na matowienie i był tani w produkcji. Wzrost wykorzystania niklu nastąpił od 1857, kiedy Stany Zjednoczone wprowadziły do obiegu monetę zawierającą 12%; wkrótce inne kraje podążyły tym trendem. Mimo że czysty nikiel był produkowany na skalę przemysłową od 1838 do 1876 roku światowa produkcja niklu utrzymywała się na poziomie poniżej tysiąca ton rocznie. Zapotrzebowanie gwałtownie wzrosło w latach 1870–1880, kiedy Henri Marbeau we Francji i James Riley w Szkocji opracowali dobrej jakości stopy żelazowo-niklowe i stal niklową oraz powstały pierwsze niklowe powłoki galwaniczne. Wzrost wykorzystania niklu w przemyśle nastąpił od lat 90. XIX wieku kiedy stopy stalowo-niklowe były wykorzystywane w pancerzach okrętów.
W 1863 na Nowej Kaledonii Juliusz Garnier odkrył złoża niklu (jako garnieryt). Ta niewielka wyspa do 1905 roku była największym producentem niklu na świecie. Od roku 1905 do lat 50. XX wieku rolę tę przejęła Kanada dzięki wydobyciu w obszarze niecki Sudbury. Nikiel w ilościach powyżej 20 tys. ton rocznie wydobywany jest w 15 krajach na świecie, a łączna roczna produkcja w roku 2016 wyniosła ponad 2,2 mln ton.

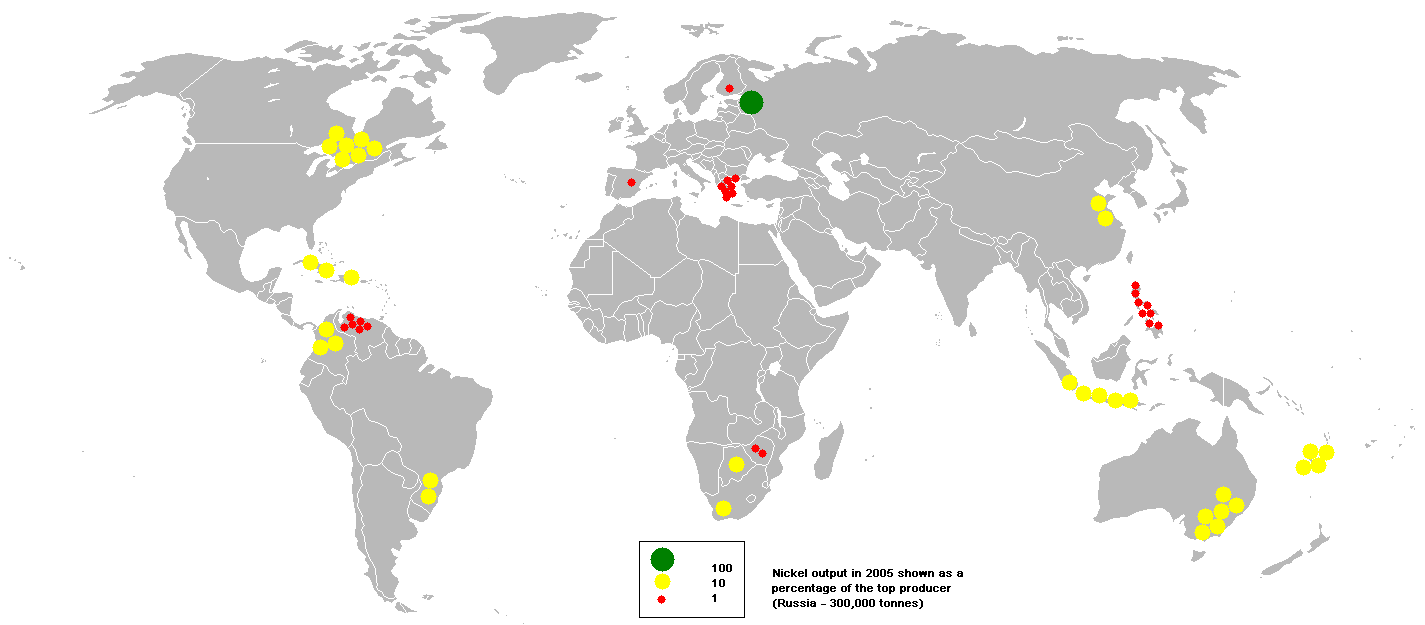
Wydobycie niklu w roku 2005

## Występowanie
Występuje w skorupie ziemskiej w ilości ok. 80 ppm w postaci minerałów garnieryt i pentlandyt. Rudy dzieli się na tlenkowe, siarczkowe i arsenkowe, w zależności od ich składu chemicznego.
W Polsce rudy niklu były wydobywane i przetwarzane w Szklarach do 1982 roku.

## Zastosowanie
Nikiel wykorzystuje się głównie do pokrywania mniej szlachetnego żelaza i stali (elektroliza), gdzie zwiększa wytrzymałość i odporność na korozję. Stale takie wykorzystuje się w przemyśle samochodowym. Jego stopy z miedzią służą do produkcji monet.
Sieć krystaliczna niklu ma zdolność absorpcji atomów wodoru. W silnie rozdrobnionym metalu, znanym jako nikiel Raneya, może się zmieścić około 17 razy więcej wodoru niż wynosi jego objętość. Dzięki tej właściwości wykorzystywany jest jako katalizator w procesach redukcji, m.in. w hydrogenizacji (chemicznym utwardzaniu) tłuszczów. Jest składnikiem baterii niklowo-kadmowych.
Nikiel bywa używany do produkcji oprawek okularów i taniej biżuterii.
Stopy na bazie niklu, żelaza i kobaltu nazywane są nadstopami. Stosuje się je w przemyśle energetycznym ze względu na żaroodporność i małe pełzanie w wysokich temperaturach.